# Mercure (hôtels)
Pour les articles homonymes, voir Mercure.
 (mai 2022).
L'article doit être relu — et modifié si nécessaire — par des contributeurs indépendants pour apporter un regard critique aux contributions effectuées en violation des conditions d'utilisation de Wikipédia, tant sur la forme (notamment concernant le style encyclopédique, la proportionnalité) que sur le fond (la neutralité de point de vue, la qualité et l'indépendance des sources).
Mercure est une marque hôtelière française milieu de gamme supérieure à haut de gamme (3 à 4 étoiles), détenue par le groupe Accor. Créée en 1973, Mercure trouve ses racines dans l'hôtellerie traditionnelle avec des implantations dans les centres-villes, les quartiers d'affaires et les destinations de loisirs. À l'étranger, Mercure décline ses établissements les plus haut de gamme sous la marque Grand Mercure. En juin 2022, Mercure compte 949 hôtels et 126 074 chambres dans 63 pays.

## Histoire

### Création en 1973
La société Mercure est créée en 1973, par Michel Vincent et Bernard Mignard et son premier hôtel ouvre en 1974 à Saint-Witz. Le concept du Mercure vise alors à rejeter l'uniformité des hôtels standards en personnalisant chaque établissement de la chaîne.
Dès 1975, Novotel SIEH, futur groupe Accor, rachète les hôtels Mercure. Au bout de 5 ans, la marque Mercure regroupe 32 hôtels en France. Dans les années 1980, Mercure se développe en Europe et peaufine son offre. En 1983, la chaîne Mercure s'exporte en Allemagne, Autriche, Belgique, Suisse et Pays-Bas. À la fin de l'année, la marque regroupe 50 hôtels. En 1989, le 100e hôtel Mercure est inauguré à Bruxelles.
Dans les années 1990, Mercure décline son offre en trois enseignes : Mercure, Grand Hôtel Mercure et Relais Mercure. Mercure opère un virage stratégique de reconquête des centres-villes et lance une campagne de publicité pour renforcer ce positionnement. En 1992, Accor lance le label Atria attribué à certains établissements Novotel et Mercure en France pour répondre aux besoins hôteliers des congrès et conventions. Puis en 2000, les dirigeants de l'enseigne considèrent se défaire de la marque Relais Mercure pour ne conserver que les marques Mercure et Grand Hôtel Mercure.
En 1995, Mercure ouvre son premier hôtel en Australie. En 1996, Accor signe un accord avec le groupe Clal et fait entrer son enseigne Mercure en Israël. En 1997, alors que Mercure opère deux établissements en Espagne, Accor s'associe à NH Hoteles pour accélérer son développement dans le pays. Mercure fait également son entrée en Croatie. En 1999, la chaîne reprend les 3 hôtels de Premier Lodge en Afrique du Sud. Au 1er janvier 2000, Mercure compte 562 hôtels dans le monde.
Les marques Parthénon, Libertel, Jardins de Paris, Frantour et All Seasons, acquises par Accor dans les années 1990, sont toutes rattachées à la direction de la marque Mercure.

### Années 2000: Design et personnalisation
En 2001, l'hôtel Concorde de Marseille est relancé sous le nom Mercure Marseille Prado avec un intérieur "ultra-design" - le premier de l'enseigne dans cette catégorie - qui aura sollicité l'intervention d'une dizaine de designers contemporains. En 2002, la chaîne Mercure, principalement composée de réseaux de gestionnaires indépendants régionaux et relativement autonomes, revisite sa charte hôtelière pour éviter l'effritement du concept Mercure face à sa forte croissance. Le guide Mercure est réduit de moitié (de 551 à 240 pages) et sa présentation est revisitée. En 2004, le premier bar à vins de l'enseigne est lancé dans le Mercure Grand Hôtel Central de Nantes. Le Mercure La Défense 5 est le premier de la chaîne à se reconvertir à une distribution numérisée des offres via les téléviseurs interactifs des chambres et un accès haut-débit (payant) dans tout l'hôtel. En juin 2004, Mercure abandonne sa classification par M (M2, M3, M4) qui avait remplacé le système Relais et Grand Hôtel, pour s'aligner sur un système des étoiles, et se dote d'un nouveau logo.
En 2000, la chaîne s'installe à Alger, Londres et Rome, et devient le premier opérateur hôtelier en Allemagne et en Australie. En 2002, le groupe Accor annonce son implémentation en Équateur avec la création de 2 établissements Mercure. En 2003, le premier Mercure ouvre au Japon et en Suisse. En 2005, 5 hôtels Libertel deviennent des hôtels Mercure dans le centre de Paris. En 2007, Accor signe avec Moorfield Real Estate Fund un accord d'exploitation de 23 nouveaux hôtels sous enseigne Mercure en Grande-Bretagne.
En 2005, un deuxième Bistrot de l'Échanson ouvre rue de la Gaité, puis un autre à Bordeaux en 2006.

### Depuis 2007: Rompre avec la standardisation
En 2007, le label Mercure Gallery est créé pour réunir les hôtels boutique haut-de-gamme de la marque. Avec la relance des marques Pullman et All Seasons par Accor, plusieurs établissements Mercure sont transférés aux nouvelles enseignes. Les Mercure Gallery deviennent les MGallery, une offre haut-de-gamme non-standardisée et tendance, enseigne pour laquelle Accor annonce un développement rapide. Mercure France renouvelle son titre de fournisseur officiel de la Ligue nationale de rugby.
En 2009, Mercure ouvre 5 hôtels en Chine. En octobre 2011, un partenariat avec Jupiter Hotels fait entrer 24 nouveaux établissements britanniques sous la marque Mercure.
En 2012, Mercure inaugure en Chine son premier Grand Mercure ouvert sous l'enseigne Mei Jue pour l'adapter au marché local. Mercure fait son entrée sur le marché russe avec une ouverture à Moscou. MGallery adopte un nouveau logo et devient une marque complètement dissociée de Mercure.
En 2015, Mercure fait son entrée en Colombie, et ouvre 3 Grand Mercure au Brésil. En 2017, Mercure annonce l'ouverture de son plus grand établissement, un hôtel de 1015 chambres à Dubai.
En Asie-Pacifique, Mercure dépasse la barre des 50 établissements.
En 2019, Mercure signe un partenariat avec le fabricant de mobilier contemporain Ligne Roset.

### Identité visuelle (logos)

Logo de Mercure avant 2003
Logo de Mercure de 2003 à 2013
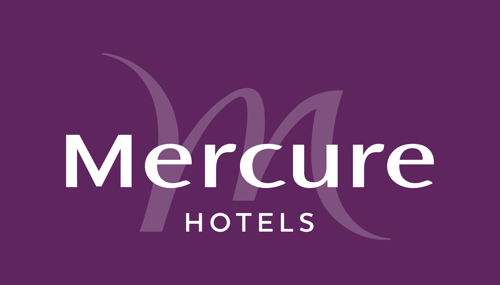
Logo de Mercure de 2013 à 2016
Logo de Mercure de 2016 à 2020
Logo de Mercure depuis 2020

## Établissements
| Année | Hôtels | Chambres |
| ----- | ------ | -------- |
| 2023  | 949    | 126 074  |
| 2022  | 904    | 119 591  |
| 2021  | 899    | 119 007  |
| 2020  | 875    | 114 926  |
| 2019  | 842    | 110 228  |
| 2018  | 810    | 104 969  |
| 2017  | 779    | 100 160  |
| 2016  | 747    | 95 894   |
| 2015  | 741    | 93 897   |
| 2014  | 711    | 89 203   |
| 2013  | 758    | 95 571   |
| 2012  | 804    | 99 853   |
| 2011  | 773    | 94 813   |
| 2010  | 707    | 87 060   |
| 2009  | 699    | 85 639   |
| 2008  | 690    | 85 969   |
| 2007  | 756    | 93 827   |
| 2006  | 732    | 89 624   |
| 2005  | 738    | 87 233   |